# Vilșanka
Vilșanka (în ucraineană Вільшанка) este așezarea de tip urban de reședință a raionului Vilșanka din regiunea Kirovohrad, Ucraina. În afara localității principale, mai cuprinde și satele Kalmazove și Osîcikî.

## Demografie
Componența lingvistică a așezării de tip urban Vilșanka
     Ucraineană (91,18%)
     Bulgară (3,9%)
     Rusă (3,32%)
     Alte limbi (0,17%)
Conform recensământului din 2001, majoritatea populației așezării de tip urban Vilșanka era vorbitoare de ucraineană (91,18%), existând în minoritate și vorbitori de bulgară (3,9%), rusă (3,32%) și armeană (1,25%).